# Alaksiej Szpileuski
Alaksiej Mikałajewicz Szpileuski (biał. Аляксей Мікалаевіч Шпілеўскі; ros. Алексей Николаевич Шпилевский, Aleksiej Nikołajewicz Szpilewski, ur. 17 lutego 1988 w Mińsku, Białoruska SRR) – białoruski trener piłkarski.
Jego ojcem jest agent piłkarski Mikałaj Szpileuski.

## Kariera piłkarska
Wychowanek niemieckiego VfB Stuttgart. W seniorskiej karierze, od 2004, grał dla drugiej drużyny tego klubu. W 2005 reprezentował Białoruś na Mistrzostwach Europy U-17. Zanim na dobre rozpoczął swoją karierę musiał ją zakończyć w 2006, ze względu na poważną kontuzję pleców.

## Kariera trenerska
Po wymuszonym końcu kariery rozpoczął kursy trenerskie. Początkowo prowadził drużyny młodzieżowe w niemieckich klubach, kolejno w SG Sonnenhof Großaspach – jeden sezon 2009/2010, w Stuttgarcie – dwa sezony (lata 2011–2013) oraz w nowo powstałym RB Lipsk w latach 2013–2018.
Jego pierwszym seniorskim klubem, w roli pierwszego trenera, był białoruski klub Dynama Brześć. Gdy związał się z tym klubem kontraktem, został najmłodszym trenerem w historii ligi białoruskiej. Z klubem rozstał się szybko, bo zaledwie po sześciu miesiącach i ośmiu rozegranych meczach.
W listopadzie 2018 roku związał się trzyletnią umową z kazaskim Kajratem Ałmaty. Z tym klubem wywalczył wicemistrzostwo Kazachstanu oraz grał o Superpuchar Kazachstanu (przegrana 0:2 z FK Astana).
Od 1 lipca 2021 roku do 19 września 2021 roku był trenerem niemieckiego Erzgebirge Aue.
26 lutego 2022 roku podpisał kontrakt z Arisem Limassol.

## Sukcesy

### Kajrat Ałmaty
- Mistrzostwo Kazachstanu: 2020
- Wicemistrzostwo Kazachstanu: 2019
- Finalista Superpucharu Kazachstanu: 2019